# Naarkoski
Naarkoski – wieś w Finlandii, w rejonie Uusimaa, w gminie Pukkila.